# Tandfen i trubbel
Tandfen i trubbel (tyska: Meine Chaosfee & ich) är en tysk-luxemburgsk animerad film från 2022 i regi av Caroline Origer, från ett manus skrivet av Silja Clemens. Filmen hade tysk biopremiär den 13 oktober 2022, samt svensk biopremiär den 15 maj 2023. Den stora huvudrollen i filmen (tandfen Violetta) spelas av Jella Haase.

## Handling
Filmens handling kretsar kring tandfen Violetta, som efter att ha misslyckats på ett viktigt tandfesprov, flyr fältet och hamnar hos den tolvåriga flickan Maxie i människovärlden. Violetta och Maxie blir snabbt vänner med varandra, och tillsammans hittar de på mängder av flera, roliga äventyr.

## Rollista (i urval)
| Figur    | Tysk originalröst     | Svensk röst               |
| -------- | --------------------- | ------------------------- |
| Violetta | Jella Haase           | Josefine Götestam         |
| Maxie    | Lucy Carolan          | Laura Jonstoij Berg       |
| Yolando  | Julian Mau            | Johan Marenius Nordahl    |
| Laurin   | Stephan Benson        | Steve Kratz               |
| Hannah   | Merete Brettschneider | Annie Lundin              |
| Sami     | John Chadwick         | Alexander Sherwood        |
| Amir     | Tammo Kaulbarsch      | Leo Hallerstam            |
| Rick     | Tim Grobe             | Dan Ekborg                |
| Tarek    | Lukian Rusari         | Baba Diop                 |
| Camelia  | Marion von Stengel    | Sandra Caménisch          |
| Jasmine  | Jessica McIntyre      | Dominique Pålsson Wiklund |

- Dubbningsregissör och inspelningstekniker – Alicia Åberg
- Översättare – Vicki Benckert
- Svensk version producerad av Iyuno[24]